# CERAA São Mateus
CERAA São Mateus is een Braziliaanse voetbalclub uit de Braziliaanse stad São Mateus in de staat Espírito Santo.

## Geschiedenis
De club werd opgericht in 1963. De club werd staatskampioen in 2009 en 2011. In 2018 degradeerde de club, maar kon na één seizoen terugkeren. 

## Erelijst
Campeonato Capixaba
2009, 2001